# Microdiores
Microdiores là một chi nhện trong họ Zodariidae.

## Các loài
Có 4 loài được ghi nhận trong chi:
- Microdiores aurantioviolaceus Nzigidahera & Jocqué, 2010
- Microdiores chowo Jocqué, 1987
- Microdiores rwegura Nzigidahera & Jocqué, 2010
- Microdiores violaceus Nzigidahera & Jocqué, 2010